# Sugoi Uriarte
Sugoi Uriarte Marcos (Vitoria, 14 de mayo de 1984) es un deportista español que compite en judo, en la categoría de –66 kg.
Participó en los Juegos Olímpicos de Londres 2012, quedando en quinto lugar. Ganó una medalla de plata en el Campeonato Mundial de Judo de 2009 y una medalla de oro en el Campeonato Europeo de Judo de 2010.

## Palmarés internacional
| Campeonato Mundial | Campeonato Mundial      | Campeonato Mundial | Campeonato Mundial |
| Año                | Lugar                   | Medalla            | Categoría          |
| ------------------ | ----------------------- | ------------------ | ------------------ |
| 2009               | Róterdam (Países Bajos) | Medalla de plata   | –66 kg             |
| Campeonato Europeo |                         |                    |                    |
| Año                | Lugar                   | Medalla            | Categoría          |
| 2010               | Viena (Austria)         | Medalla de oro     | –66 kg             |